# Albright-Knox Art Gallery
Albright-Knox Art Gallery är ett konstmuseum i Buffalo i delstaten New York i USA.

## Historik

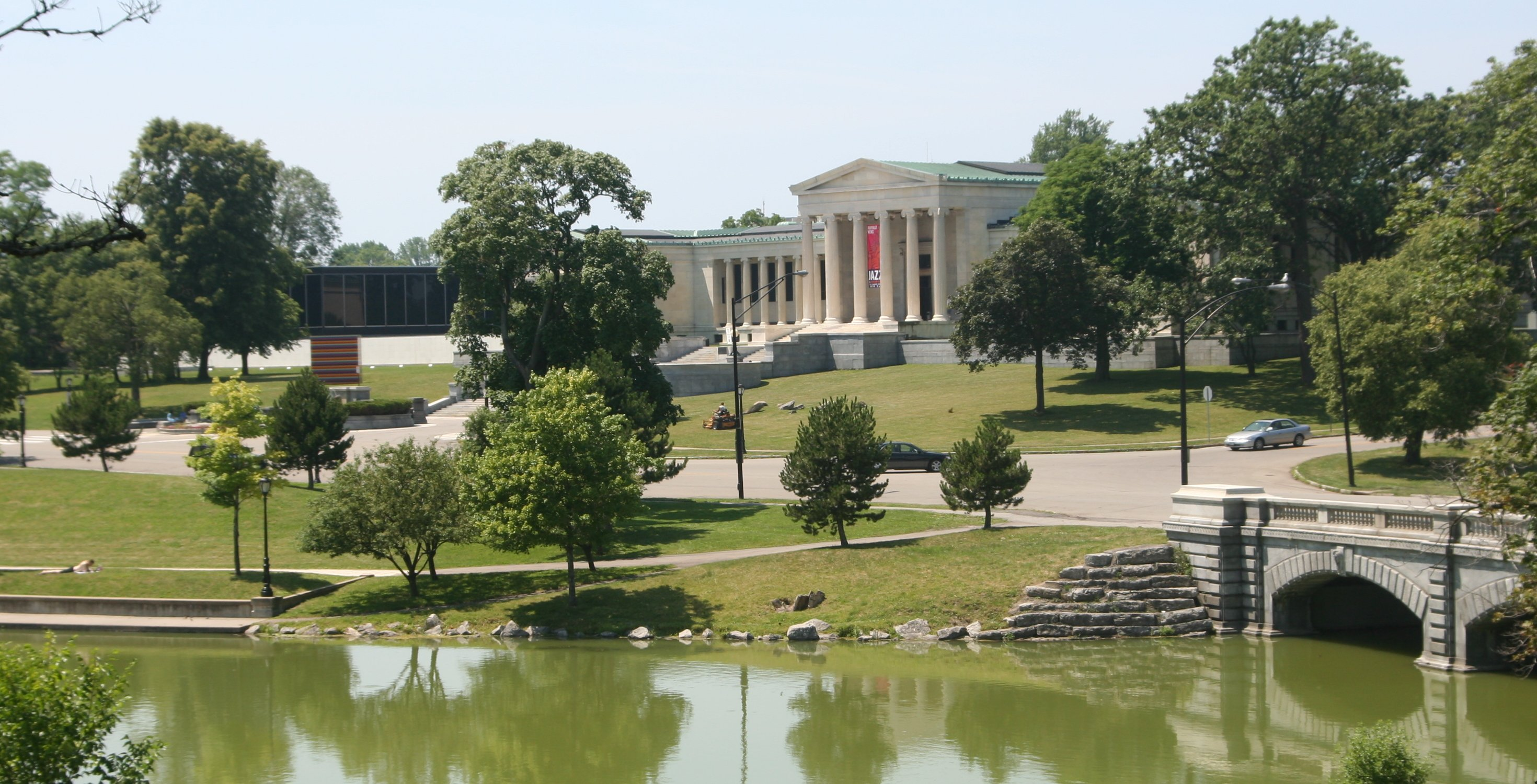
Albright-Knox Art Gallery och Delaware Park

Albright-Knox Art Gallery drivs av Buffalo Fine Arts Academy. Denna konstförening grundades i Buffalo 1862 och är därmed en av de äldsta i sitt slag i USA. År 1905 invigdes en av industriägaren John J. Albright finansierad "Fine Arts Pavilion", ritad av Edward Brodhead Green. År 1962 blev en av Seymour H. Knox Jr. finansierad utbyggnad klar, ritad av Gordon Bunshaft.

## Samlingar

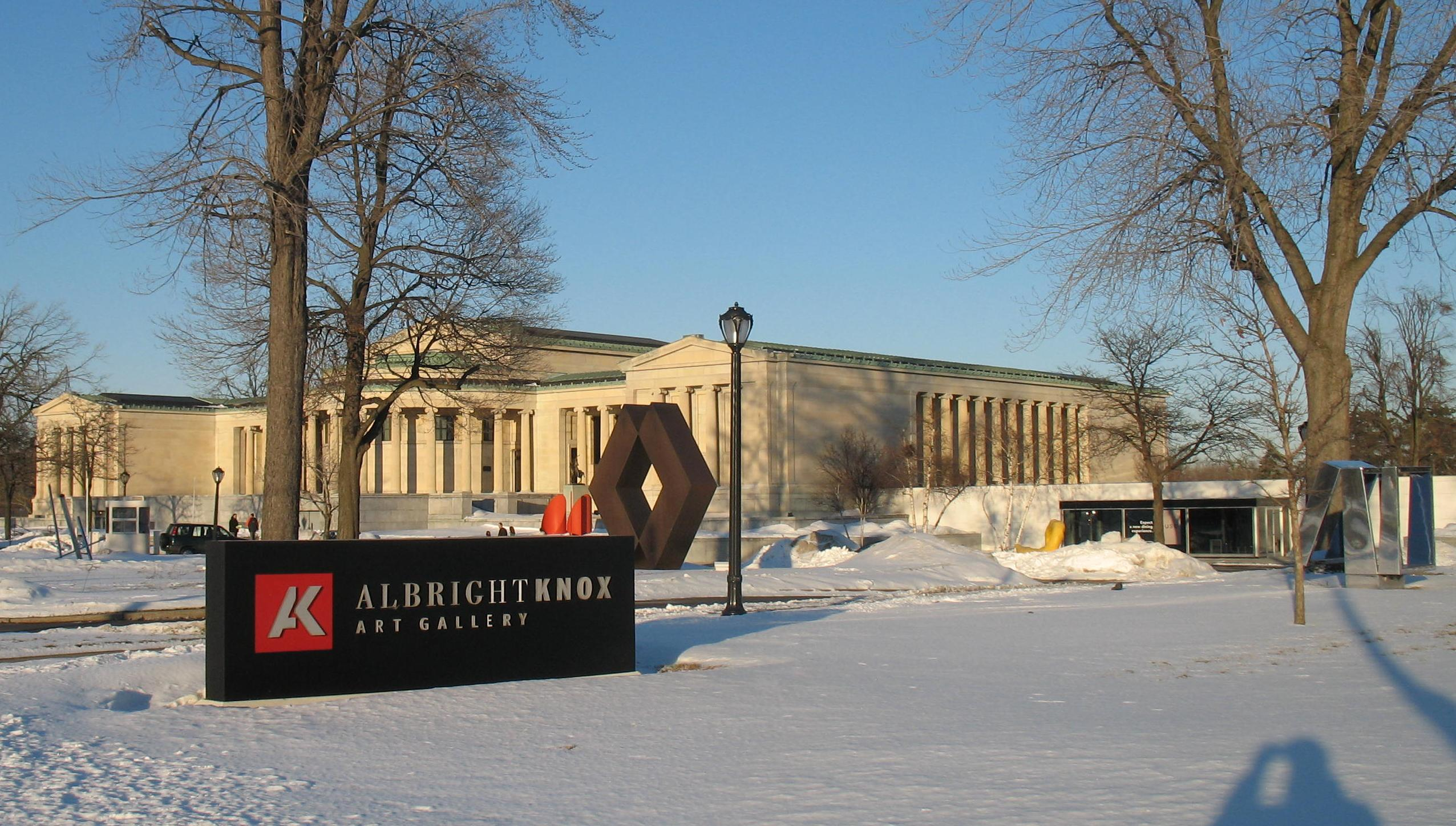
Albright-Knox Art Gallery, sedd från Elmwood Avenue

Albright-Knox Art Gallery visar konstverk inom impressionism och postimpressionism, liksom andra verk från 18- och 1900-talet, till exempel av Paul Gauguin och Vincent van Gogh. Deadikala måleriet från det tidiga 1900-talets kubism, surrealism och konstruktivism visas med verk av Pablo Picasso, Georges Braque, Henri Matisse, André Derain, Joan Miró, Piet Mondrian och Alexander Rodtjenko. 
Popkonst och andra senare stilar representeras av Arshile Gorky, Jackson Pollock och Andy Warhol och samtida konst av  Kiki Smith, Allan Graham, Georg Baselitz, John Connell och Per Kirkeby.